# Стретя
Стретя (рум. Stretea) — село у повіті Хунедоара в Румунії. Входить до складу комуни Добра.
Село розташоване на відстані 321 км на північний захід від Бухареста, 26 км на захід від Деви, 122 км на південний захід від Клуж-Напоки, 106 км на схід від Тімішоари.

## Населення
За даними перепису населення 2002 року у селі проживали 52 особи, усі — румуни. Усі жителі села рідною мовою назвали румунську.